# 御幣川
御幣川（おんべがわ）は、鈴鹿川水系の支流で、三重県中北部を流れる一級河川。
河川名は、かつてこの川で採れる鮎が伊勢神宮に御贄として献納されており、それに先立ち川面に御幣を立て神事を執り行ったことに因む。但し現在は下流部に堰堤が築かれたため、鮎が伊勢湾から遡上できなくなった。
流域では2007年からミエゾウの化石の調査が行われ、牙、臼歯、肋骨の化石が発見され、三重県総合博物館で展示されている。

## 地理
鈴鹿山脈山系の仙ヶ岳東麓に発し、2つの沢が合さって小岐須渓谷を刻みつつ南東流。台地に出て間もなく、入道ヶ岳に発した鍋川を北から併せる。なおこの辺から、西側にひと山越えて同じく鈴鹿川水系の八島川が並行する。両者は1～2kmしか隔たっていない。
東名阪自動車道と交差して程なく南流に転じて亀山市に入り、約3kmで安楽川に注ぐ。並行してきた八島川は、御幣川が注ぐわずか400m西で、やはり安楽川に注いでいる。

## 流域の自治体
- 三重県
  - 鈴鹿市
  - 亀山市

## 主な支流
- 鍋川

## 主な利水施設
- 竜ヶ池

## 並行する交通
- 三重県道560号鈴鹿公園長沢線
- 国道360号

## 流域の観光地
- 小岐須渓谷
- 桃林寺
- 椿大神社 - 鍋川沿い